# Contea di Busselton
La contea di Busselton è una delle dodici Local Government Areas che si trovano nella regione di South West, in Australia Occidentale. Essa si estende su di una superficie di circa 1.455 chilometri quadrati ed ha una popolazione di 25.354 abitanti.